# Heupbeugel

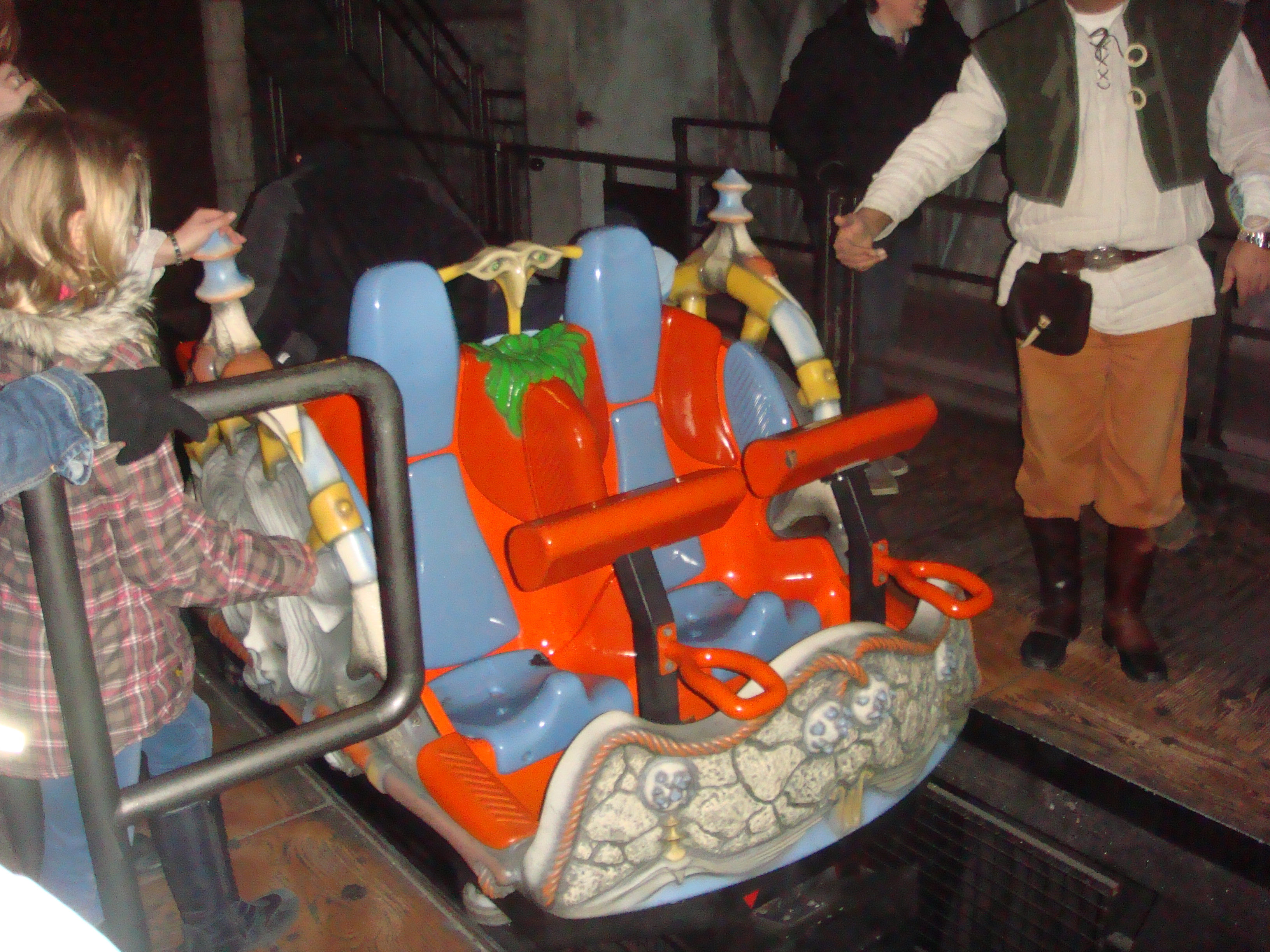
Openstaande heupbeugels van een achtbaanvoertuig van Winja's Fear & Winja's Force.

Een heupbeugel of schootbeugel is een T-vormige of omgekeerde U-vormige veiligheidsbeugel die voornamelijk toegepast wordt bij kermis- en pretparkattracties en voorkomt dat passagiers tijdens de rit uit hun zitplaats kunnen komen. Soms worden zowel heup- als schouderbeugels toegepast.
Bij de meeste heupbeugels is de horizontale stang recht, waardoor hij niet goed op de anatomie van het lichaam aansluit. Enkel fabrikanten B&M, Gerstlauer, RMC en MACK Rides maken gebruik van speciale heupbeugels die met de vorm van de heup mee zijn gebogen. Heupbeugels werden vaak gebruikt bij attracties die niet over de kop gingen en waarbij de g-krachten niet al te hoog opliepen. Er zijn ook stevigere modellen waardoor ook bij achtbanen die over de kop gaan, heupbeugels kunnen worden gebruikt.
Op motorfietsachtbanen duwt de heupbeugel tegen de rug van de bezoeker.